# Podcrkavlje
Podcrkavlje es un municipio de Croacia en el condado de Brod-Posavina.

## Geografía
Se encuentra a una altitud de 123 msnm a 198 km de la capital nacional, Zagreb.

## Demografía
En el censo 2011 el total de población del municipio fue de 2553 habitantes, distribuidos en las siguientes localidades:
- Brodski Zdenci - 299
- Crni Potok - 0
- Donji Slatinik - 170
- Dubovik - 84
- Glogovica - 214
- Gornji Slatinik - 90
- Grabarje - 286
- Kindrovo - 87
- Matković Mala - 26
- Oriovčić - 108
- Podcrkavlje - 415
- Rastušje - 295
- Tomica - 479

| Gráfica de población de Podcrkavlje 1857-2011                       |
|                                                                     |
| Según los censos de población de la oficina estadística de Croacia. |